# Kylie's Remixes Volume 2
Kylie's Remixes Volume 2 es un álbum de remixes de la cantante australiana Kylie Minogue. Fue lanzado por PWL en julio de 1992 en Japón. Fue lanzado el 5 de mayo de 1993 en Australia por Mushroom Records.

## Lista de canciones
1. "Better the Devil You Know" (U.S. Remix) – 6:03
2. "Step Back In Time" (Walkin' Rhythm Mix) – 7:55
3. "What Do I Have to Do?" (Between the Sheets Remix) – 7:10
4. "Shocked" (DNA 12" Mix) – 6:16
5. "Word Is Out" (12" version) – 5:53
6. "If You Were With me Now" (Extended Version) – 5:11
7. "Keep on Pumpin' It" (Angelic Remix) – 7:25
8. "Give me Just a Little More Time" (12" Version) – 4:36
9. "Finer Feelings" (Brothers in Rhythm 12" Mix) – 6:51
10. "Do You Dare?" (NRG Mix) – 7:06
11. "Closer" (The Pleasure Mix) – 6:49